# Aphanogmus fulmeki
Aphanogmus fulmeki är en stekelart som beskrevs av Szelenyi 1940. Aphanogmus fulmeki ingår i släktet Aphanogmus och familjen pysslingsteklar. Inga underarter finns listade i Catalogue of Life.